# Sheheke-shote
 Sheheke-Shote (Lé Gros Blanc, Big White) (né 1766, mort en 1812) était un chef amérindien Mandan du village Mitutanka. Il est connu pour avoir rencontré l’Expédition de Lewis et Clark en 1804 et voyagea ensuite avec eux à Washington DC pour rencontrer Thomas Jefferson.

## Postérité
L’artiste Charles B.J.F. de Saint-Mémin réalisa en 1807 un portrait de Sheheke-Shote, ainsi que de sa femme, Yellow Corn.